# Tyromyces incarnatus
Tyromyces incarnatus är en svampart som beskrevs av Imazeki 1954. Tyromyces incarnatus ingår i släktet Tyromyces och familjen Polyporaceae.   Inga underarter finns listade i Catalogue of Life.